# Konrad Seling
Baltasar Konrad Seling (* 21. April 1878 in Osnabrück; † Januar 1949) war ein deutscher römisch-katholischer Geistlicher und Generalvikar in Osnabrück.

## Leben
Seling war der Sohn und das fünfte von acht Kindern des Bildhauers Heinrich Seling (1843–1912) und der Klara Maria Meyer (1842–1905). Er besuchte das Gymnasium Carolinum in seiner Heimatstadt Osnabrück und studierte Theologie an der Universität Innsbruck und an der Akademie in Münster, wo er in den Katholischen Studentenverein Cimbria eintrat. Am 22. Februar 1902 empfing er im Dom zu Osnabrück die Priesterweihe. Von 1902 bis 1905 war er Kaplan in Schwerin. Danach ging er zur Fortsetzung seiner Studien an der Päpstlichen Universität Gregoriana nach Rom, wo er zum Doktor des kanonischen Rechts promoviert wurde. Während seines Romaufenthalts lebte er am Priesterkolleg Santa Maria dell’ Anima.
1907 wurde Seling zum Domvikar und Sekretär des Bischöflichen Generalvikariats in Osnabrück ernannt. 1927 wurde er Mitglied des Domkapitels, Generalvikar und Offizial. Er engagierte sich beim Deutschen Caritasverband, dessen Zentralrat er angehörte. Anfang 1949 legte er seine Ämter nieder. Seling war päpstlicher Hausprälat und Domdechant in Osnabrück. In dieser Funktion setzte sich besonders für die Wiederherstellung des kriegszerstörten Doms ein. Er wurde auf dem Johannisfriedhof in Osnabrück begraben.
Nach ihm wurde in Osnabrück die Straße Selinghof benannt.